# Fracció d'ejecció
Una fracció d'ejecció (FE) és la fracció volumètrica (o una porció del total) del líquid (normalment sang) expulsat d'una cambra (normalment el cor) amb cada contracció (o batec del cor). Pot referir-se a l'aurícula, ventricle, vesícula biliar, o venes de les cames, encara que si no s'especifica normalment es refereix al ventricle esquerre del cor. L'FE s'utilitza àmpliament com a mesura de l'eficiència de bombeig del cor i, així, en cas d'un valor disminuït s'utilitza per determinar el grau d'insuficiència cardíaca, tot i que té limitacions reconegudes.
La FE del cor esquerre, coneguda com a fracció d'ejecció ventricular esquerre (FEVE), es calcula dividint el volum de sang bombejada des del ventricle esquerre per batec (volum sistòlic) pel volum de sang recollida al ventricle esquerre al final de l'ompliment diastòlic (volum telediastòlic). La FEVE és un indicador de l'efectivitat del bombeig a la circulació sistèmica. La FE del cor dret, o fracció d'ejecció ventricular dreta (FEVD), és una mesura de l'eficiència de bombeig a la circulació pulmonar. Un cor que no pot bombar prou sang per satisfer les necessitats del cos (és a dir, que presenta una insuficiència cardíaca) sovint, però no sempre, tindrà una fracció d'ejecció ventricular reduïda.
En la insuficiència cardíaca, la diferència entre la insuficiència cardíaca amb una fracció d'ejecció reduïda i la insuficiència cardíaca amb una fracció d'ejecció conservada és significativa, perquè els dos tipus es tracten de manera diferent.

## Mesura
Les modalitats aplicades a la mesura de la fracció d'ejecció són un camp emergent de les matemàtiques mèdiques i les aplicacions computacionals posteriors. El mètode de mesura més habitual és el càlcul a través de l'ecocardiografia, encara que també es poden utilitzar la ressonància magnètica (RM), la tomografia computada cardíaca, la ventriculografia i, en medicina nuclear, l'SPECT sincronitzada amb ECG i l'angiografia per radioisòtops. Les mesures per diferents modalitats no són fàcilment intercanviables. Històricament, l'estàndard d'or per mesurar la fracció d'ejecció era la ventriculografia, però ara la ressonància magnètica cardíaca es considera el millor mètode. Abans d'aquestes tècniques més avançades, s'utilitzava la combinació d'electrocardiografia i fonocardiografia per estimar la fracció d'ejecció.
| Volums ventriculars i altres mesures relacionades en un home sa de 70 kg | Volums ventriculars i altres mesures relacionades en un home sa de 70 kg | Volums ventriculars i altres mesures relacionades en un home sa de 70 kg |
| Mesura                                                                   | Ventricle dret                                                           | Ventricle esquerre                                                       |
| ------------------------------------------------------------------------ | ------------------------------------------------------------------------ | ------------------------------------------------------------------------ |
| Volum telediastòlic                                                      | 144 ml (± 23 ml)                                                         | 142 ml (± 21 ml)                                                         |
| Volum telediastòlic/àrea de superfície corporal (mL/m2)                  | 78 ml/m2 (± 11 ml/m2)                                                    | 78 ml/m2 (± 8,8 ml/m2)                                                   |
| Volum telesistòlic                                                       | 50 ml (± 14 ml)                                                          | 47 ml (± 10 ml)                                                          |
| Volum telesistòlic/àrea de superfície corporal (mL/m2)                   | 27 ml/m2 (± 7 ml/m2)                                                     | 26 ml/m2 (± 5,1 ml/m2)                                                   |
| Volum sistòlic                                                           | 94 ml (± 15 ml)                                                          | 95 ml (± 14 ml)                                                          |
| Volum sistòlic/àrea de superfície corporal (mL/m2)                       | 51 ml/m2 (± 7 ml/m2)                                                     | 52 ml/m2 (± 6,2 ml/m2)                                                   |
| Fracció d'ejecció                                                        | 66% (± 6%)                                                               | 67% (± 4,6%)                                                             |
| Ritme cardíac                                                            | 60–100 bpm                                                               | 60–100 bpm                                                               |
| Cabal cardíac                                                            | 4,0–8,0 L/minut                                                          | 4,0–8,0 L/minut                                                          |

## Categories en la insuficiència cardíaca
Les directrius de la Societat Europea de Cardiologia de 2021 per al diagnòstic i el tractament de la insuficiència cardíaca aguda i crònica van subdividir la insuficiència cardíaca en tres categories sobre la base de la FEVI:
1. FEVE normal o conservada [≥50%]
2. FEVE moderadament reduïda [entre el 41 i el 49%]
3. FEVE reduïda [≤40%]